# Ironic
"Ironic" é uma canção da artista musical canadense Alanis Morissette, gravada para seu segundo álbum de estúdio Jagged Little Pill (1995). Foi escrita pela cantora juntamente com Glen Ballard, que ficou a cargo de sua produção. Musicalmente, a faixa deriva de origens estilísticas de pop rock e post-grunge, sendo definida por um andamento moderado e com um metrônomo de oitenta e duas batidas por minuto. A música foi lançada como terceiro single do disco em 27 de fevereiro de 1996.

## Letra
Na canção, o uso da palavra "irônico" atraiu atenção, para o que muitos consideram uma aplicação errada do termo. Muitos dizem que a "ironia" de "Ironic" é que não existem ironias na letra, apenas eventos que conotam má sorte e infortúnios. Alanis afirmou que a música não foi levada muito a sério no instante em que a compôs.

## Álbuns & Faixas
Álbum - Single 
1. Ironic (Down The Alley Live Version) - 4:07

## Versão alternativa
Em 2004, Alanis Morissette modificou a letra, acrescentando frases de apóio ao casamento entre pessoas do mesmo sexo.
"É encontrar o homem dos meus sonhos
E então encontrar o lindo marido dele"
Ela cantou essa versão pela primeira vez no 15° GLAAD Media Awards, em Março de 2004. Além disso, ela gravou uma versão acústico da música com a letra alterada para o lançamento exclusivo no iTunes Store. Em 2005, Alanis Morissette cantou essa versão de "Ironic" com Avril Lavigne.

## Videoclipe
O videoclipe da canção foi lançado em Janeiro de 1996. Foi dirigido por Stéphane Sednaoui e, nele, Alanis dirige um Lincoln Continental Mark V preto, em um dia de inverno. Ela interpreta todos os passageiros do carro: com camisa verde, sentada no banco de trás, com camisa amarela com o cabelo trançado, também no banco de trás, e com suéter vermelho no banco do passageiro, na frente. No final do vídeo, Alanis sai do carro, e no carro só havia ela.
O videoclipe recebeu seis indicações no MTV Video Music Awards em 1996 e ganhou três: "Melhor Vídeo Feminino", "Novo Melhor Artista" e "Melhor Edição". Recebeu indicações para o GRAMMY Awards de 1997, na categoria "Melhor Videoclipe", mas perdeu para "Free as a Bird" dos Beatles.

## Versões Cover e uso na Mídia
"Ironic" foi performado pela banda pop punk, Four Year Strong, para seu álbum cover de canções dos anos 90, Explains It All (2009). No  romance de 1996 Naïve. Super do autor  norueguês Erlend Loe, o protagonista vê o vídeo da canção na televisão e sonha com "um encontro com Alanis e viver em uma casa junto com ela."  Nos quadrinhos Jay and Silent Bob (1998), a personagem Tricia Jones está cantando "Ironic" antes de Jay ir para o chuveiro. Em 2003, Ji-In Cho performou a canção para a versão alemã do show de talentos, Fame Academy, que se tornou um sucesso nas paradas alemãs. Em setembro de 2001, "Ironic" foi listado como "uma das músicas consideradas impróprias devido a suas letras" pela empresa norte-americana de comunicação em massa Clear Channel Communications, após os ataques de 11 de setembro. A música da canção foi apresentada na comédia romântica Nunca é Tarde para Amar (2007), onde Saoirse Ronan, como Izzie Mensforth, canta uma versão alterada das letras em um show de talentos.

## Desempenho

### Sucesso
"Ironic" ocupou o 2° lugar da Billboard Modern Rock Tracks nos Estados Unidos, onde permaneceu por três semanas. Segundo as paradas nas rádios, a canção foi a mais popular de Alanis. Além disso, alcançou a 4° posição na Billboard Hot 100. 
Em outros países, "Ironic", não teve tanto sucesso assim, porém, ocupou a 11° posição no Top 20 do Reino Unido. A canção é considerado um dos grandes hits de Alanis Morissette, e recebeu grande aclamação da crítica em seu lançamento. A canção é popular até hoje, principalmente devido a sua letra.